# 布拉姆·納伊廷克
布拉姆·纳伊廷克（荷蘭語：Bram Nuytinck；1990年5月4日—）是一位荷蘭足球運動員，在場上的位置是中後衛。現效力於荷兰足球甲级联赛球隊NEC奈梅亨。

## 榮譽

### 俱樂部
安德萊赫特
- 比利時足球甲級聯賽：2012–13、2013–14、2016–17
- 比利時超級盃：2013、2014